# Dean Village

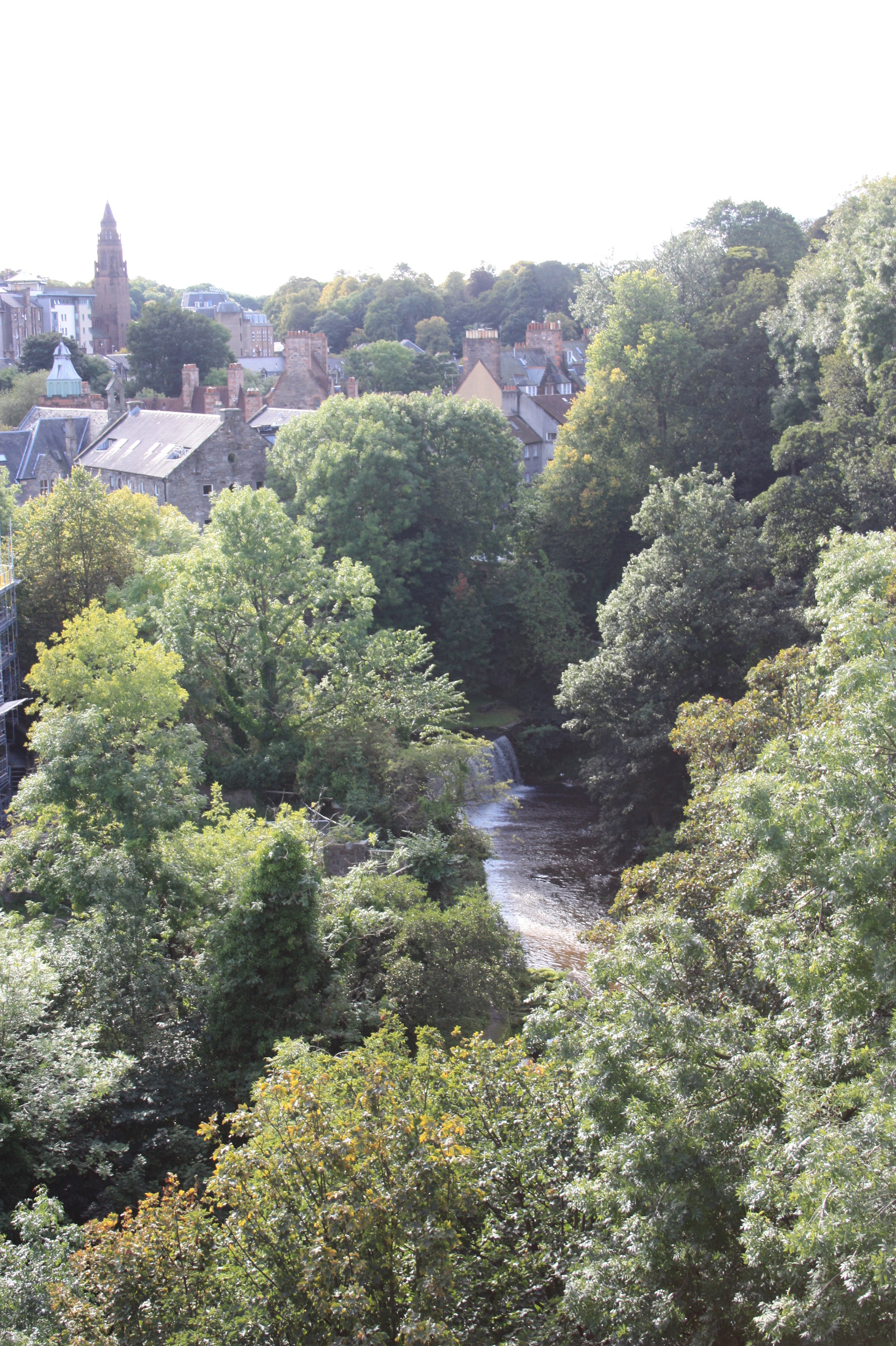
Dean Village vu du pont Dean au-dessus de la rivière Water of Leith

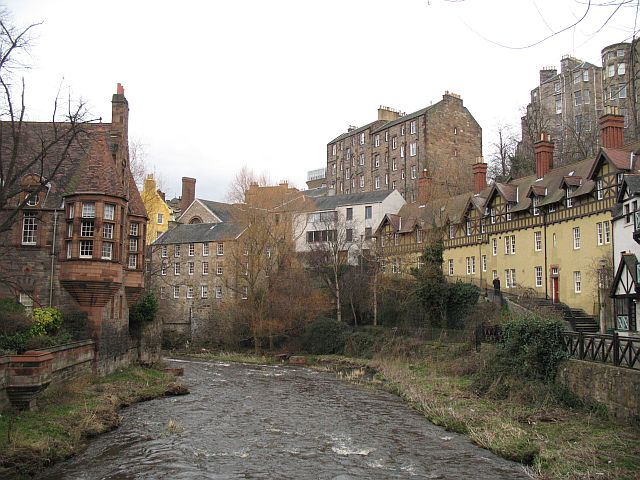
La rivière Water of Leith qui coule à travers Dean Village

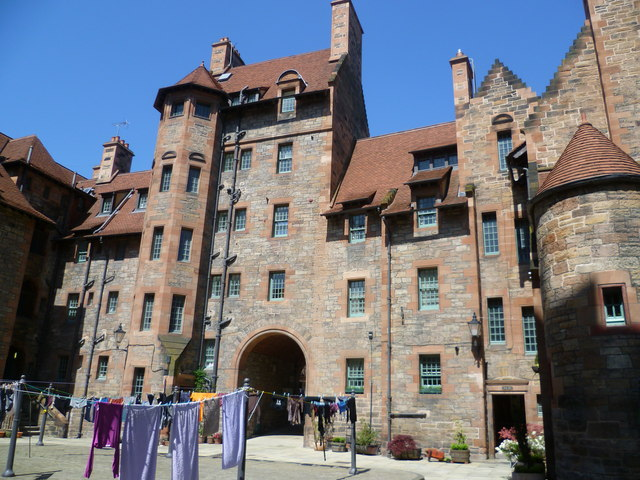
Well Court, Edimbourg

Dean Village (de dene, qui signifie «vallée profonde») est un ancien village situé immédiatement au nord-ouest du centre-ville d'Édimbourg, en Écosse. Elle était connue sous le nom de "Water of Leith Village" et était le centre d'une zone de meunerie prospère pendant plus de 800 ans. À une époque, il n'y avait pas moins de onze moulins en activité, entraînés par les forts courants de la rivière Water of Leith.

## Histoire
Les moulins de Dene ont été mentionnés pour la première fois dans la charte fondatrice de l’abbaye de Holyrood du roi David Ier, généralement datée de 1145, dans laquelle il céda l'un de ses moulins de Dene à l'abbaye.
L'endroit est restée un village séparé d'Edimbourg jusqu'au 19e siècle. En 1826, John Learmonth, futur Lord Provost d'Edimbourg, acheta le domaine de Dean aux Nisbets of Dean.
Un pont était nécessaire pour accéder d'un côté à l'autre de la haute vallée. Le Dean Bridge, gratuit dès l'origine, fut construit en 1831 et a ouvert en 1833 : il comporte 4 arches et se trouve à 32 mètres au-dessus du niveau de l'eau. Il traverse Queensferry Road au-dessus de Dean Gorge. Le pont a transformé l'accès vers l'ouest de la ville et ouvert un potentiel de développement du domaine de Dean. Le parapet latéral du pont a été surélevé en 1912, pour dissuader les suicides.
En 1847, le cimetière Dean fut créé sur le site de Dean House. Ce manoir était le centre du Dean Estate acheté par Sir William Nisbet en 1609. Il a été démoli en 1845 pour créer le cimetière, mais des pierres sculptées sont incorporées au mur de soutènement sud (visible uniquement du niveau inférieur). Sept panneaux subsistant du plafond peint (peint entre 1605 et 1627) de la grande salle de Dean House se trouvent maintenant au Musée national d'Écosse. Le cimetière, qui est l'un des rares en Écosse à être une association de bienfaisance à but non lucratif, abrite de nombreuses personnalités, dont l'ingénieur ferroviaire Thomas Bouch et David Octavius Hill..
En raison du développement de moulins à farine beaucoup plus grands et plus modernes à Leith, le commerce de Dean Village a décliné. Pendant de nombreuses années, le village est devenu associé à la décadence et à la pauvreté et a atteint son point le plus bas vers 1960.
À partir du milieu des années 1970, il devint reconnu comme une oasis tranquille, très proche du centre-ville, et le réaménagement et la restauration commencèrent, transformant ainsi les cottages, les entrepôts et les bâtiments des moulins. Cela incluait des aménagements sur un ancien site industriel dégagé du côté nord de la rivière.
L'endroit est maintenant devenu une zone résidentielle prisée. La promenade Water of Leith reliant Balerno à Leith a été créée en 1983.
Dean Bridge figurait dans le livre de fiction de Ian Rankin, Strip Jack, dans lequel une femme est retrouvée morte dans la rivière sous le pont. Il figure également dans le deuxième livre de la trilogie Peter May Lewis, The Lewis Man, dans laquelle un écolier des années 1950 cause une fatalité.

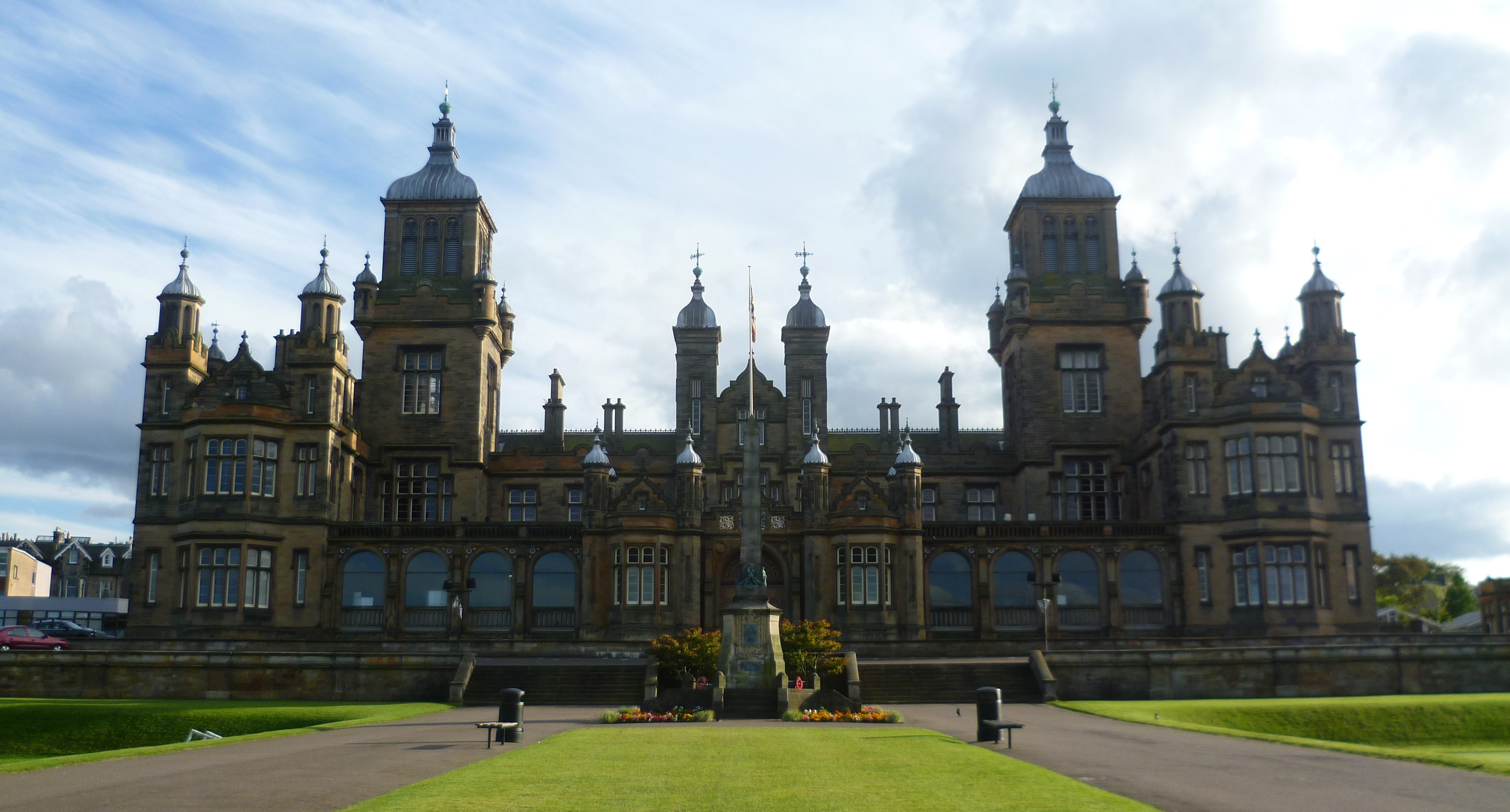
Daniel Stewart School
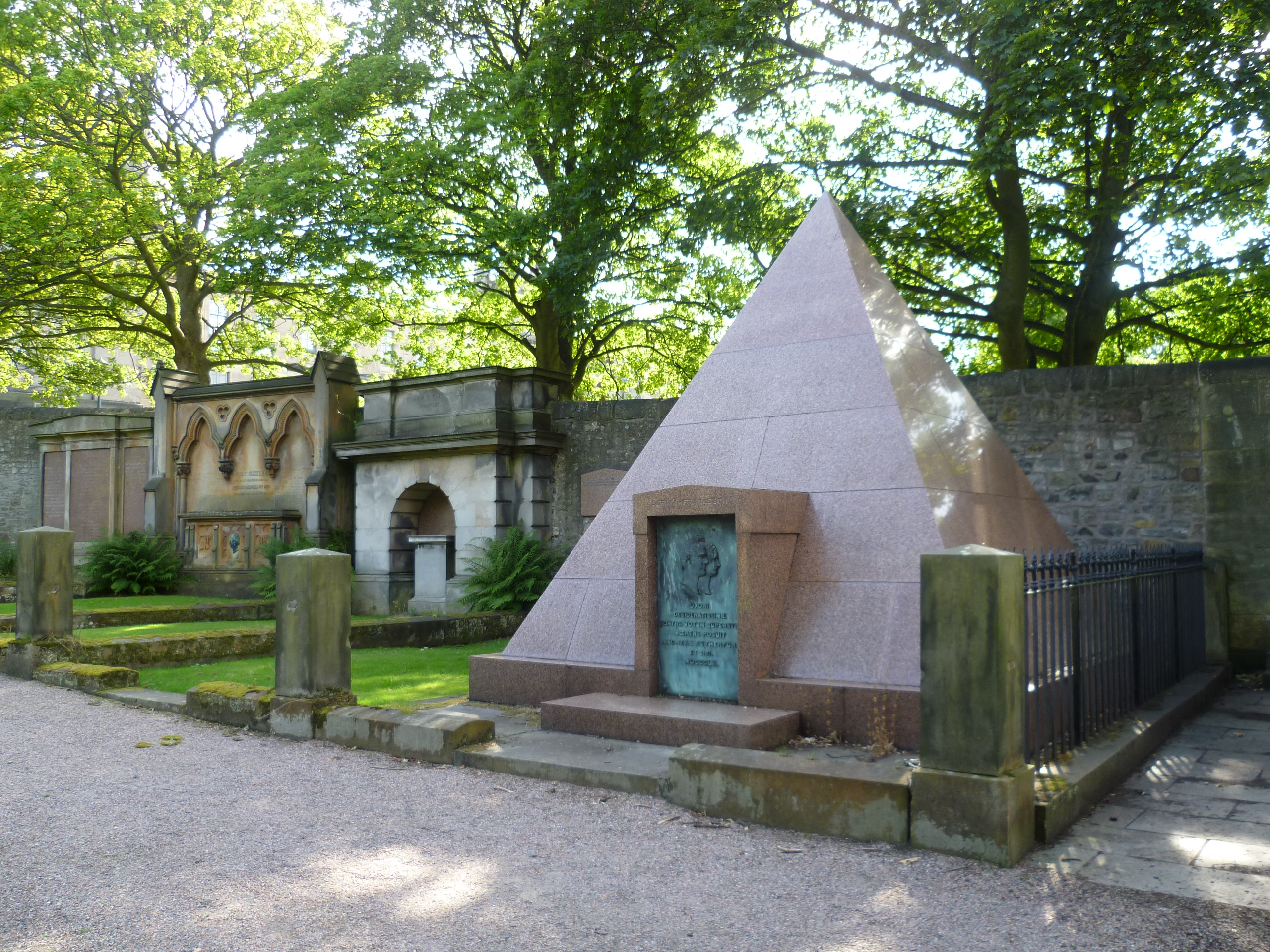
Le cimetière Dean
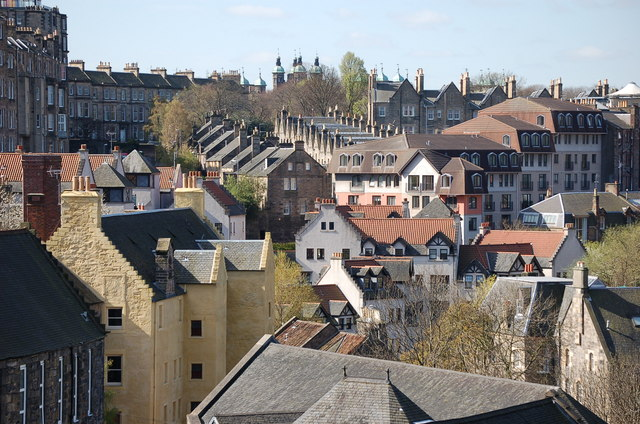
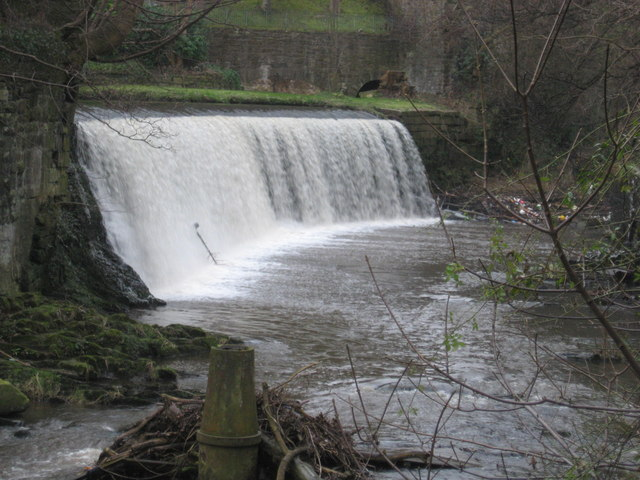
The Great Cauld, un barrage sous West Mill
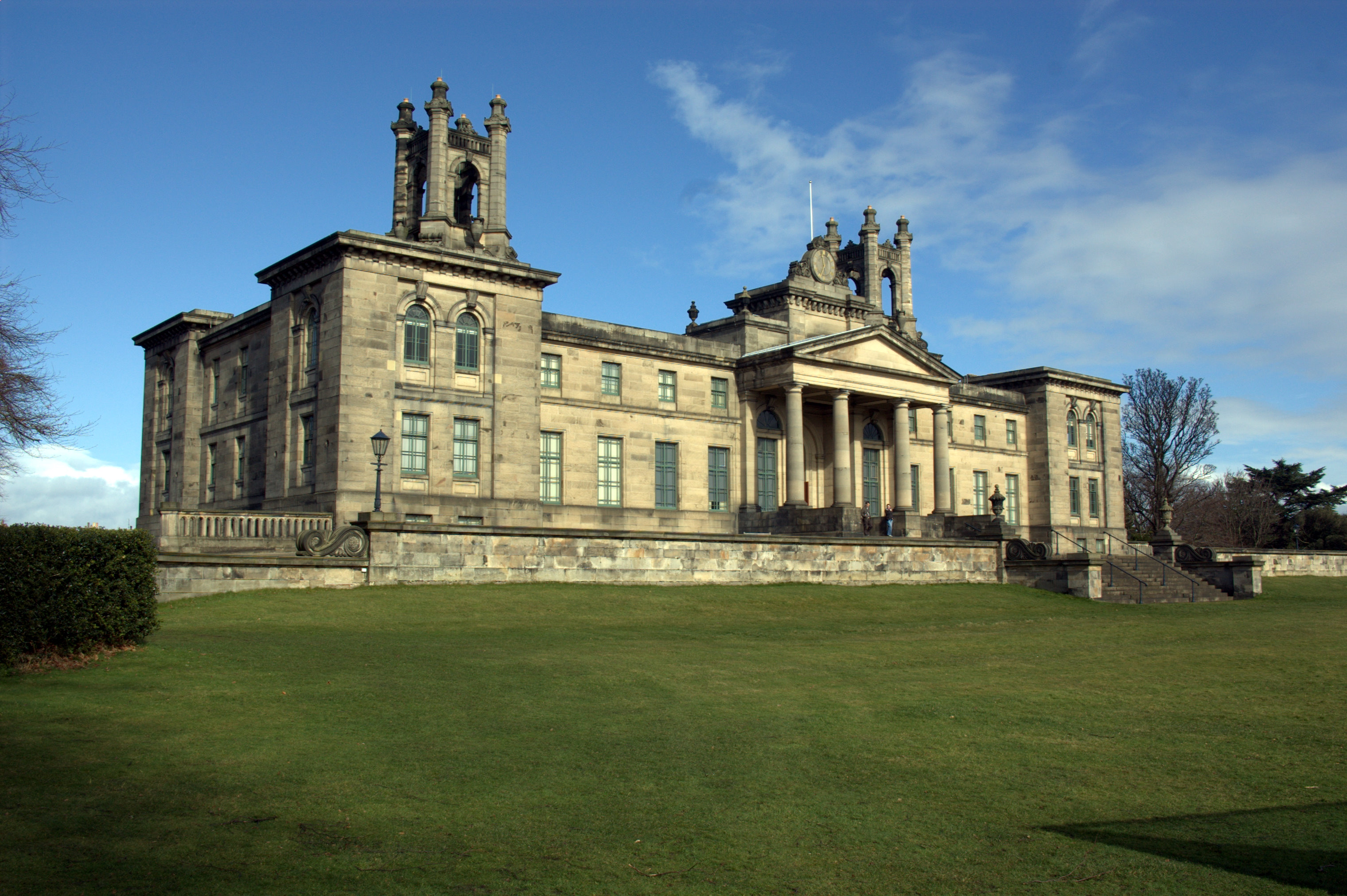
L'orphelinat Dean, actuellement Modern Two
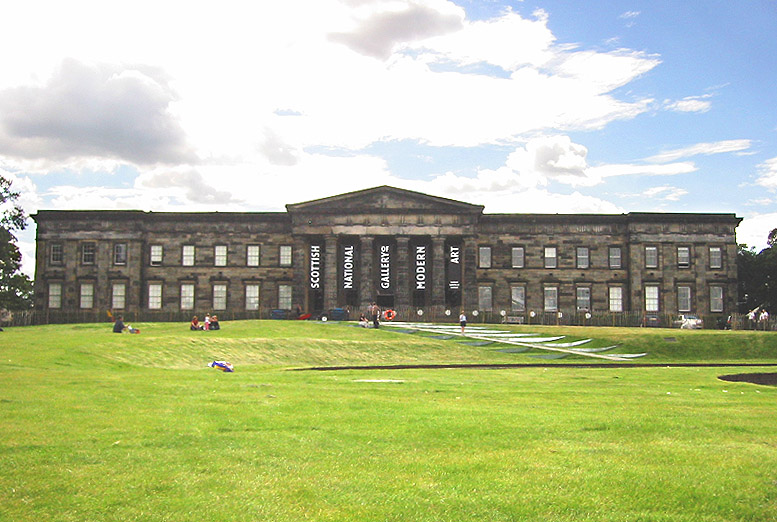
La Galerie nationale d'art moderne écossais, construite comme Institution John Watson à l'époque

## Tourisme
- Si vous ne connaissez pas le sujet, laissez ce bandeau (vous pouvez alors contacter les auteurs).
- Si vous supprimez le contenu mis en cause (vous pouvez préalablement contacter les auteurs),

argumentez précisément cette suppression dans la page de discussion
(un manque de référence n'est pas un argument ; une recherche réelle de référence doit avoir été effectuée, être formellement documentée).
Aujourd'hui, Dean Village est un lieu prisé par les touristes. C'est un lieu paisible et plusieurs bâtiments datent du XVIIe siècle. Cependant, il n'y a aucun pub ni commerce dans ce quartier.